# Cerkiew Świętych Nowomęczenników i Wyznawców Rosyjskich w Butowie
Cerkiew Świętych Nowomęczenników i Wyznawców Rosyjskich w Butowie – prawosławna cerkiew. Wzniesiona na poligonie strzeleckim NKWD w Butowie dla upamiętnienia ofiar wielkiego terroru, które poniosły tam śmierć w masowych egzekucjach  od 1935 do początku lat 50. XX wieku, w szczególności w okresie największego nasilenia represji między rokiem 1937 a 1938.
W 1995 obszar o powierzchni 6 hektarów, na którym znajdowały się masowe groby ofiar czystek, został przekazany Rosyjskiemu Kościołowi Prawosławnemu. Z inicjatywy grupy rodzin ofiar na miejscu tym wzniesiono pierwszą drewnianą cerkiew. Reprezentowała ona tradycyjny ruski styl i była zbudowana z drewna według projektu D. Szachowskiego.
W 2001 r. 140 osób, które poniosły śmierć w Butowie, zostało kanonizowanych w ramach Soboru Świętych Nowomęczenników z Butowa. Dniem ich pamięci została czwarta sobota po Wielkanocy. Patriarcha moskiewski i całej Rusi Aleksy II nazwał poligon „Rosyjską Golgotą”. Trzy lata po kanonizacji, 15 maja 2004, Aleksy II dokonał poświęcenia kamienia węgielnego pod nową świątynię w Butowie. W ceremonii wzięli udział delegaci Rosyjskiego Kościoła Prawosławnego poza granicami Rosji na czele z jej zwierzchnikiem, metropolitą Ławrem. Projekt nowej świątyni wykonał M. Kiesler. Obiekt, zwieńczony pięcioma cebulastymi kopułkami na dachach namiotowych, luźno nawiązuje do motywów architektonicznych ruskiej sztuki sakralnej, jest jedyną w Rosji cerkwią o takiej formie. Gotowa świątynia została poświęcona 19 maja 2007.
Cerkiew posiada trzy ołtarze, wyświęcone odpowiednio ku czci Zmartwychwstania Pańskiego (środkowy), Świętych Nowomęczenników i Wyznawców Rosyjskich (prawy) oraz św. Tichona, patriarchy Moskwy (lewy). Na dolnej kondygnacji świątyni gromadzone są pamiątki po nowomęczennikach rosyjskich. W centralnej nawie znajduje się trzyrzędowy ikonostas. We wnętrzu rozmieszczono również pięćdziesiąt ikon przedstawiających grupy nowomęczenników rosyjskich zamordowanych w poszczególne dni, osobne wizerunki przedstawiają zabitych w Butowie biskupów.